# Rongjun Nongchang (bondby i Kina, Heilongjiang Sheng, lat 48,80, long 125,30)
Rongjun Nongchang (kinesiska: 荣军农场) är en bondby i Kina. Den ligger i provinsen Heilongjiang, i den nordöstra delen av landet, omkring 350 kilometer norr om provinshuvudstaden Harbin. Antalet invånare är 8 292. Befolkningen består av 4 149 kvinnor och 4 143 män. Barn under 15 år utgör 9,0 %, vuxna 15-64 år 76 %, och äldre över 65 år 13,0 %.
Runt Rongjun Nongchang är det ganska tätbefolkat, med 96 invånare per kvadratkilometer. Närmaste större samhälle är Yilaha, 10,6 km väster om Rongjun Nongchang. Trakten runt Rongjun Nongchang består till största delen av jordbruksmark.
Genomsnittlig årsnederbörd är 797 millimeter. Den regnigaste månaden är juli, med i genomsnitt 266 mm nederbörd, och den torraste är februari, med 9 mm nederbörd.